# Foster the People
Foster the People là một ban nhạc indie pop đến từ Mĩ và được thành lập tại Los Angeles, California vào năm 2009. Các thành viên Mark Foster (hát chính, chơi keyboard, piano, chỉnh synthesizer, chơi guitar, bộ gõ, lập trình nhạc), Mark Pontius (chơi trống và một số nhạc cụ gõ), và Cubbie Fink (chơi guitar bass và hát bè)  thành lập nhóm khi đã qua hết nửa đầu của độ tuổi hai mươi. Mark Pontius từng chơi trống và quay/biên tập các video âm nhạc cho nhóm nhạc indie pop Malbec.
Foster thành lập ban nhạc vào năm 2009 sau khi định cư vài năm ở Los Angeles như là một nhạc sĩ đấu tranh và làm việc như một nhà văn leng keng thương mại. Sau khi bài hát"Pumped Up Kicks"của Foster đã trở thành một thành công trong năm 2010, nhóm đã nhận được một hợp đồng thu âm từ Startime International và đã đạt được một lượng người hâm mộ thông qua chương trình câu lạc bộ nhỏ và xuất hiện tại lễ hội âm nhạc Coachella và South by Southwest. Sau khi phát hành Torches, album đầu tay của họ vào tháng 5 năm 2011,"Pumped Up Kicks"đã trở nên rất nổi tiếng vào giữa năm 2011, đạt vị trí số một trên bảng xếp hạng Billboard, số 3 trên các bảng xếp hạng bài hát rock, và thứ ba trên bảng xếp hạng Billboard Hot 100, lọt vào bảng xếp hạng Adult Top 40 và Mainstream Top 40 (Pop Songs) . Nhóm nhận được hai đề cử giải Giải Grammy cho Torches và"Pumped Up Kicks".

## Danh sách đĩa nhạc
Album phòng thu
- Torches (2011)
- Supermodel (2014)

Đĩa mở rộng
- Foster the People (2011)
- Spotify Sessions (2014)

## Giải thưởng
| Năm  | Giải thưởng             | Đề cử               | Giải đề cử                              | Kết quả   |
| ---- | ----------------------- | ------------------- | --------------------------------------- | --------- |
| 2011 | MTV Video Music Awards  | Foster the People   | Best New Artist                         | Đề cử     |
| 2011 | MTV Video Music Awards  | "Pumped Up Kicks"   | Best Rock Video                         | Đề cử     |
| 2011 | Q Awards                | Foster the People   | Best New Act                            | Đề cử     |
| 2011 | Q Awards                | "Pumped Up Kicks"   | Best Track                              | Đề cử     |
| 2011 | SharkOne Awards         | Foster the People   | New Artist of the Year                  | Đoạt giải |
| 2011 | WEQX Award              | "Pumped Up Kicks"   | Song of the Year                        | Đoạt giải |
| 2012 | 54th Grammy Awards      | "Pumped Up Kicks"   | Best Pop Duo/Group Performance          | Đề cử     |
| 2012 | 54th Grammy Awards      | Torches             | Best Alternative Album                  | Đề cử     |
| 2012 | 2012 BRIT Awards        | Foster the People   | International Breakthrough Act          | Đề cử     |
| 2012 | NME Awards              | Foster the People   | Best New Band                           | Đề cử     |
| 2012 | NME Awards              | "Pumped Up Kicks"   | Dancefloor Anthem                       | Đề cử     |
| 2012 | mtvU Woodie Awards      | Foster the People   | Woodie of the Year                      | Đề cử     |
| 2012 | Billboard Music Awards  | Foster the People   | Top New Artist                          | Đề cử     |
| 2012 | Billboard Music Awards  | Foster the People   | Top Rock Artist                         | Đề cử     |
| 2012 | Billboard Music Awards  | Torches             | Top Rock Album                          | Đề cử     |
| 2012 | Billboard Music Awards  | Foster the People   | Top Alternative Artist                  | Đề cử     |
| 2012 | Billboard Music Awards  | "Pumped Up Kicks"   | Top Rock Song                           | Đoạt giải |
| 2012 | MuchMusic Video Awards  | "Houdini"           | International Video of the Year - Group | Đề cử     |
| 2012 | MuchMusic Video Awards  | "Helena Beat"       | Most Streamed Video of the Year         | Đề cử     |
| 2012 | Teen Choice Awards      | Foster the People   | Choice Rock Group                       | Đề cử     |
| 2012 | Teen Choice Awards      | "Pumped Up Kicks"   | Choice Rock Song                        | Đề cử     |
| 2012 | MTV Europe Music Awards | "Foster The People" | Best Push                               | Đề cử     |
| 2013 | 55th Grammy Awards      | "Houdini"           | Best Short Form Music Video             | Đề cử     |